# Kanton (Francija)
Francoski kantoni so teritorialne enote departmajev in okrožij Francoske republike.
Poleg njihove vloge kot organizacijske enote v zvezi z nekaterimi vidiki upravljanja javnih služb in pravosodja je glavni namen kantonov danes, da služijo kot volilne enote za volitve članov predstavniških skupščin, ustanovljenih v vsakem od francoskih teritorialnih departmajev (sveti departmajev, prej generalni sveti). Zaradi tega so bile takšne volitve v Franciji znane kot kantonalne volitve do leta 2015, ko se je njihovo ime spremenilo v departmajske volitve, da bi se ujemalo z imenom departmajskih svetov.
Leta 2015 je bilo v Franciji 2054 kantonov.
Večina jih združuje več občin (najnižja upravna delitev Francoske republike), čeprav so lahko večje občine vključene v več kot en kanton, saj so kantoni v izrazitem nasprotju z občinami, ki imajo med več kot dva milijona prebivalcev (Pariz) in samo ena oseba (Rochefourchat) – naj bi bili približno enaki po velikosti prebivalstva.

## Vloga in administracija
Vloga kantona je v bistvu zagotoviti okvir za departmajske volitve. Vsak kanton izvoli žensko in moškega, ki ga zastopata v conseil départemental du département – ali departmajskem svetu, ki je glavna upravna enota Francoske republike.
V mestnih območjih posamezna občina običajno vključuje več kantonov. Nasprotno pa lahko na podeželju kanton sestavlja več manjših občin. V slednjem primeru so upravne službe, na primer sedež žandarmerije, pogosto v glavnem mestu (chef-lieu) kantona, čeprav obstajajo izjeme, kot sta kantona Gaillon-Campagne in Sarreguemines-Campagne, ki imata skupno »glavno mesto«, ki ne pripada nobenemu kantonu.
Za statistične namene (INSEE) se dvajset pariških okrožij - upravnih pododdelkov tega mesta - včasih šteje za kantone, vendar nimajo večje volilne funkcije.
Kantoni tvorijo tudi pravna okrožja kot sedeže Tribunaux d'stance ali sodišč prve stopnje (tudi TI ...). Zgodovinsko gledano so se kantoni imenovali justices de paix ali okrožna sodišča.

## Zgodovina
Kantone je leta 1790 ustanovil Revolucionarni komite za razdelitev ozemlja (Comité de division) hkrati z departmaji. Bilo jih je več kot danes (med 40 in 60 v vsakem departmaju). Kantoni so bili sprva združeni v tako imenovana okrožja. Po ukinitvi okrožja leta 1800 jih je konzulat reorganiziral v arondismane. Število kantonov je bilo nato drastično zmanjšano (med 30 in 50 enotami) z Loi du 8 pluviôse an IX (28. januarja 1801) ali z Zakonom o zmanjšanju števila okrožnih sodišč ali Loi portant réduction du nombre de justices de paix v francoščini. Vlada je prefektom departmajev naročila, naj združijo občine znotraj novoustanovljenih kantonov. Seznami departmajev, ki jih je odobrila vlada, so bili objavljeni v Bulletin des lois leta 1801 in 1802; ti seznami so bili osnova administrativne delitve Francije od takrat do leta 2015, čeprav so bili kantoni z majhnim številom prebivalcev odpravljeni in novi kantoni ustvarjeni na območjih močne demografske rasti. Na splošno se je njihovo število opazno povečalo.
Maja 2013 je bil sprejet zakon, ki je drastično zmanjšal število kantonov. Ta zakon je začel veljati na francoskih departmajskih volitvah marca 2015. Pred reformo kantonov je bilo 4032 kantonov; pozneje jih je bilo 2054, kantona na Martiniku in Gvajani pa sta bila ukinjena. Reformirani zakon iz leta 2013 je spremenil tudi zastopanost kantonov v svetih departmajev: vsak kanton zdaj zastopata moški in ženska.

## Statistika
Število kantonov je različno od departmaja do departmaja; Territoire de Belfort jih ima na primer 9, Nord pa 41.